# Империя Тимуридов
Импе́рия Тимури́дов (самоназвание Тура́н توران‎) — историческое государство, существовавшее в 1370—1507 годах, включавшее современный Иран, Кавказ, Месопотамию, Афганистан, бо́льшую часть Средней Азии, а также части современного Пакистана, Сирии. Согласно ряду источников, династия Тимуридов имеет тюрко-монгольское происхождение.

## Официальное название государства

Вариант флага Империи Туран

Историк Тимуридов, Шараф ад-дин Али Йазди отмечал, что название страны Амир Тимура было Туран. В Карсакпайской надписи 1391 года, сделанной уйгурским письмом на чагатайском языке, Тимур приказал выбить название своего государства: Туран. В оригинале выбито, в частности «…султан Турана Тимур-бек поднялся с тремя сотнями тысяч войска за ислам на булгарского хана Токтамыш-хана..» (Turaning sultani Temur beg uch juz min cerig bila islam uchun toqtamis qan bulyar qaniqa joridi…).
В исторической литературе эпохи Тимуридов использовалось также название Иран-у-Туран, Мавераннахр.
По версии шиитских авторов, правящая династия Тимуридов также называлась Gurkani (گورکانیان, Gurkāniyān).

## Символика

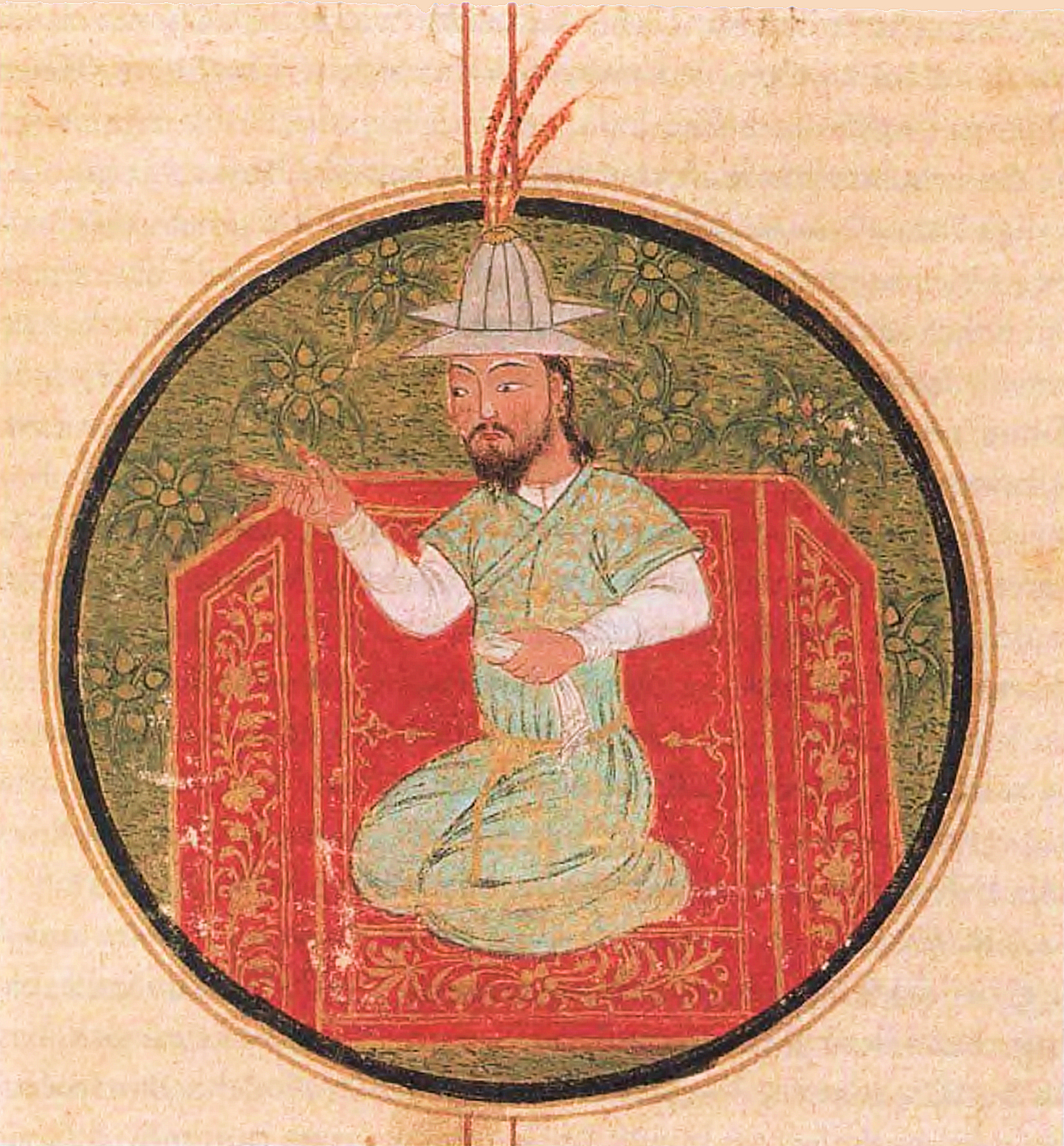
Портрет Тимура 1405-1409 годы

Главным духовным наставником Тимура был потомок пророка Мухаммеда, шейх Мир Саид Барака, и им были вручены Тимуру символы власти: барабан и знамя, когда он пришёл к власти в 1370 году.
В качестве главного символа Тимуридов обычно указывают на так называемый «знак Тамерлана» — три равных круга (или кольца), расположенные в форме равностороннего треугольника. Руи де Клавихо, посол короля Кастилии и Леона ко двору Тимура в 1403 году, и арабский историк Ибн Арабшах сообщают о этом знаке, вытесненном на печати эмира, а также на монетах. Причём, если в описаниях Арабшаха два кольца расположены внизу, а одно кольцо наверху, то де Клавихо сообщает о знаке, что вершина того направлена вниз.
Часто изображения тамги на монетах сопровождают персидские слова «Расти ва русти» (راستى رستى), что можно перевести как «Сила в справедливости». Пети де ла Круа при переводе сочинения Шараф ад-дина Язди на французский язык (в 1723 г.) перевёл эту легенду как «спасение — в справедливости».
Эта же символика использовалась и во флагах. Наиболее известным является реконструкция изображения знамени Тимура из Каталанского аталаса 1375 года, с изображением тамги на чёрном знамени. Другая попытка реконструкции тимуридского флага предпринята в Турции, когда в 1969 году некий Акиб Узбекский (Akib Özbek), в своём труде выдвинул тезис о 16 тюркских империях как о культурных прародителях современной Турецкой республики, а также приписав каждому такому государству соответствующий флаг. В числе последних указывается Тимуридская держава, и её флаг — три соединённых меж собой круга, причем сам флаг голубой/синий, а круги серебряные.
Доподлинно неизвестно, какой смысл был заложен в этот знак, но по словам Клавихо, каждый круг означает часть света (коих до 1492 года насчитывали три), а владелец символа является их властителем. Хильда Хукхэм в своей документально-исторической повести, указывала, что в треугольном знаке, состоящем из кругов, может быть спрятано значение личного прозвища Тамерлана — «Сахиб-Киран» — властелин трёх благожелательных планет. По мнению других, три кольца символизировали три стихии: землю, воду и небо, или даже три солнца.
Пять веков спустя после крушения государства Тимуридов, при утверждении геральдики Самарканда, в Российской Империи примут во внимание этот яркий исторический символ, и включат печать Тимура в герб Самарканда. Позднее знак Трёх Сфер станет основой знамени Мира, созданного Н. К. Рерихом.
Также упоминаются штандарты с золотым полумесяцем. На некоторых миниатюрах изображены красные знамёна войска Тимура. Во время индийского похода использовалось чёрное знамя с серебряным драконом. Перед походом на Китай Тамерлан приказал изобразить на знаменах золотого дракона.

## Официальные языки государства
В государствах Тимуридов в документации использовались только два языка: персидский и чагатайско-тюркский. Чагатайско-тюркский язык был родным для Тимуридов.

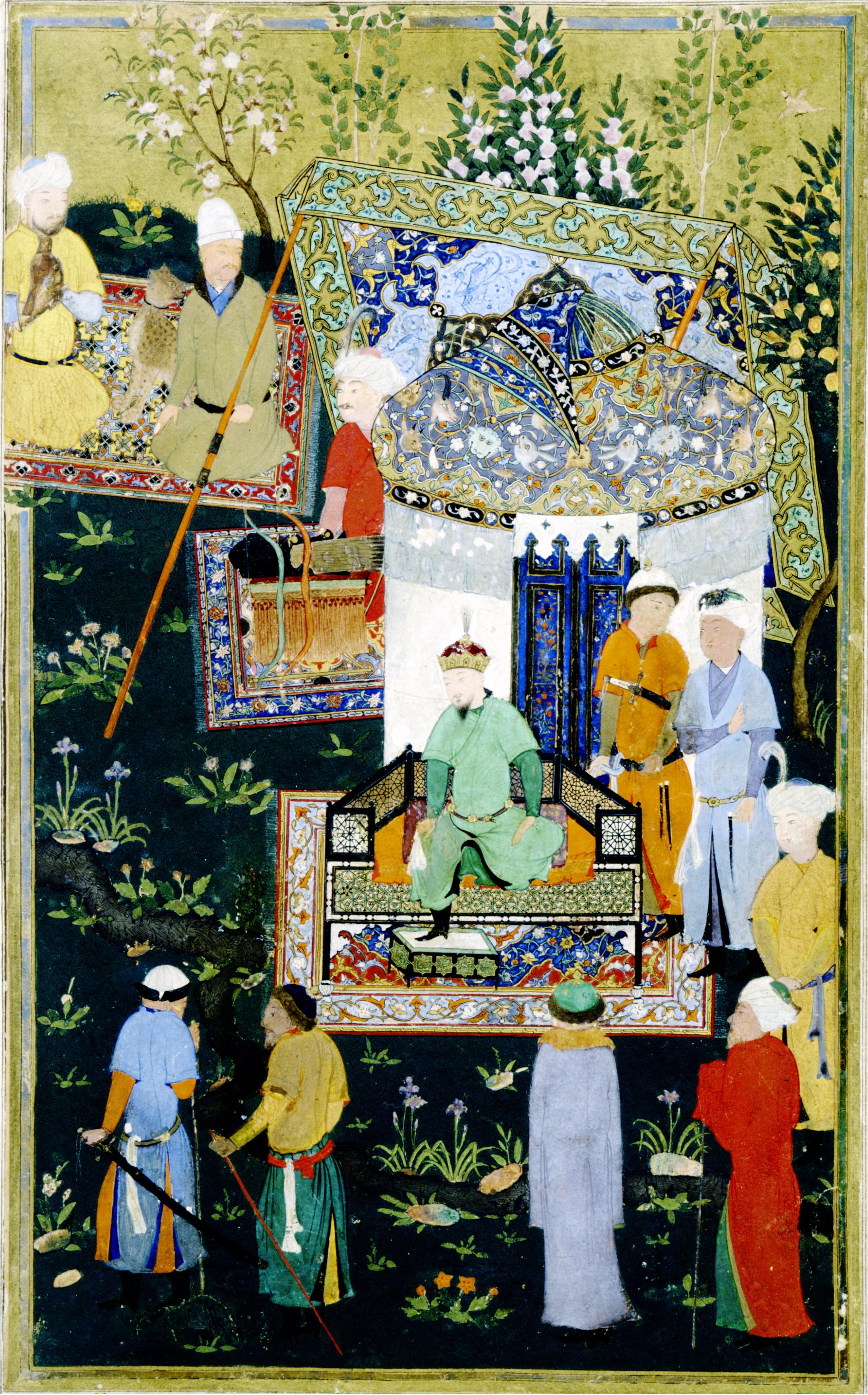
Тамерлан дает аудиенцию по случаю своего вступления на престол

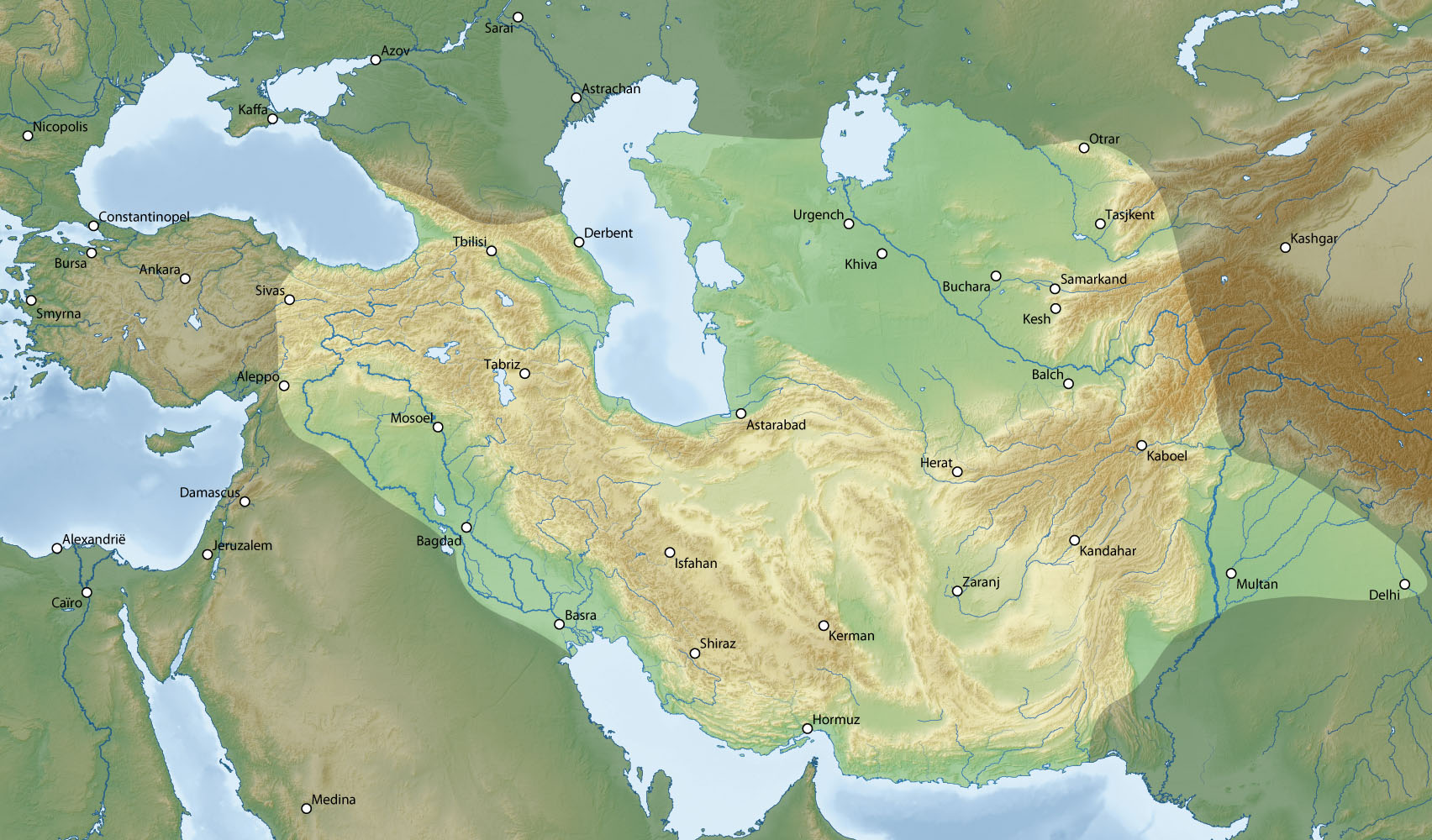
Империя Тимура начало XV века

Юридические документы государства Тимура были составлены на двух языках: персидском и тюркском. Так, например, документ от 1378 года, дающий привилегии потомкам Абу Муслима, жившим в Хорезме, был составлен на чагатайском тюркском языке.
В 1398 году сын Тимура Миран-шах приказал составить официальный документ на тюркском языке уйгурским шрифтом. Внук Тимура Искандар Султан-мирза (1384—1415) имел двор включавший группу поэтов, например, Мир Хайдара, которого Искандар призвал писать стихи на тюркском языке. Благодаря покровительству Искандар Султана была написана тюркская поэма «Гуль и Навруз».
Нефритовая чаша Улугбека (с ручкой в виде надкусывающего край льва) хранится в Британском музее и на ней выгравирована надпись на тюркском языке (Карами Хакка нихоят йукдур), что означает «Щедрость Бога бесконечна». Персидский историк Мирхонд передаёт подробный рассказ со слов провожавшего Улугбека хаджи Мухаммед-Хисрау. В частности, он сообщает «…Улугбек посмотрел на огонь и сказал по-тюркски: Сен хам бильдин („ты тоже узнал“)…».
Последний Тимурид Мавераннахра Захираддин Мухаммад Бабур — выходец из города Андижан, писал в своих мемуарах: «Жители Андиджана — все тюрки; в городе и на базаре нет человека, который бы не знал по-тюркски. Говор народа сходен с литературным». «Мемуары Бабура написаны на той разновидности турецкого языка, которая известна под названием тюркского языка, являющегося родным языком Бабура», — писал английский востоковед Е. Дениссон Росс.
В составе государственных служащих были представители разных этнических групп. Немалое число составляли тюрки, особенно на высших государственных постах. Например, тюрок Алишер Навои был назначен на должность хранителя печати при правителе Хорасана Хусейне Байкара, с которым его связывали дружеские отношения. В 1472 году получил чин визиря и титул эмира.

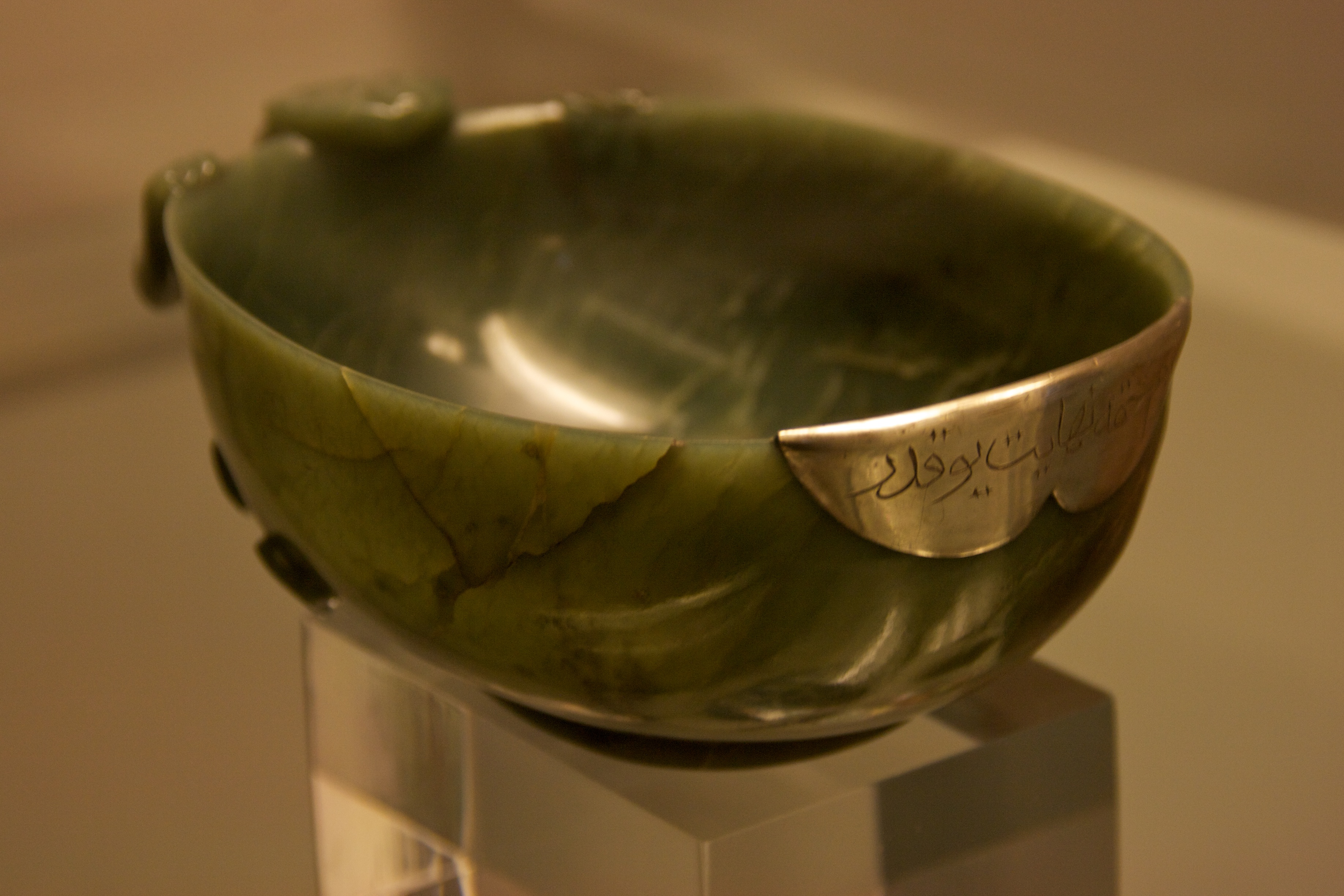
Чаша Улугбека.

По предположению калмыцкого востоковеда Ц. Д. Номинханова, при Тимуре официальная переписка также «велась на монгольском языке монгольским же письмом, и роль этого языка была настолько значительной и жизненно важной, что в XV веке потребовалось составление монгольско-тюркского словаря „Мукаддимат ал Адаб“», который существует в единственном экземпляре. Исследования А. П. Григорьева показали, что после 1353 года документы были составлены на тюркском и персидском языках.
Согласно изданию 1884 года, Ибн Арабшах, современник Тимура, имел возможность в Самарканде изучать наряду с персидским также и монгольский язык.
Как писал Б. Д. Кочнев, на монете, выпущенной Улугбеком, присутствовала тюркоязычная надпись. На некоторых монетах присутствовали монгольские по происхождению слова. В «Му‘ изз ал-ансаб» в штате при дворе Тимура упоминаются только тюркские и персидские писари.
На большинстве территорий, которые он включил, персидский язык был основным языком управления и литературной культуры. Таким образом, язык оседлого «дивана» был персидским, и его писцы должны были быть полностью сведущими в персидской культуре, независимо от их этнического происхождения.
Персидский язык стал официальным государственным языком империи Тимуридов и служил языком управления, истории, художественной литературы и поэзии.
Чагатайский язык был родным и коренным языком семьи Тимуридов, в то время как арабский служил языком преимущественно науки, философии, теологии и религиозных наук.
Этноним «узбек» был привнесён в регион при Тимуре. Поэт Алишер Навои в своих произведениях, написанных в XV веке упоминал об этнониме «узбек» как название одной из этнических групп Мавераннахра. Этноним узбек стал более массово использоваться после завоевания и частичной ассимиляции в её среде кочевников, перекочевавших в Мавераннахр на границе XV—XVI веков во главе с Шейбани-ханом.

## Религия
В государствах Тимуридов государственной религией считался ислам суннитского направления. Почти все Тимуриды имели мусульманских суфийских духовных наставников. У Амир Темура было несколько наставников: Мир Сайид Барака, Саид Кулял.

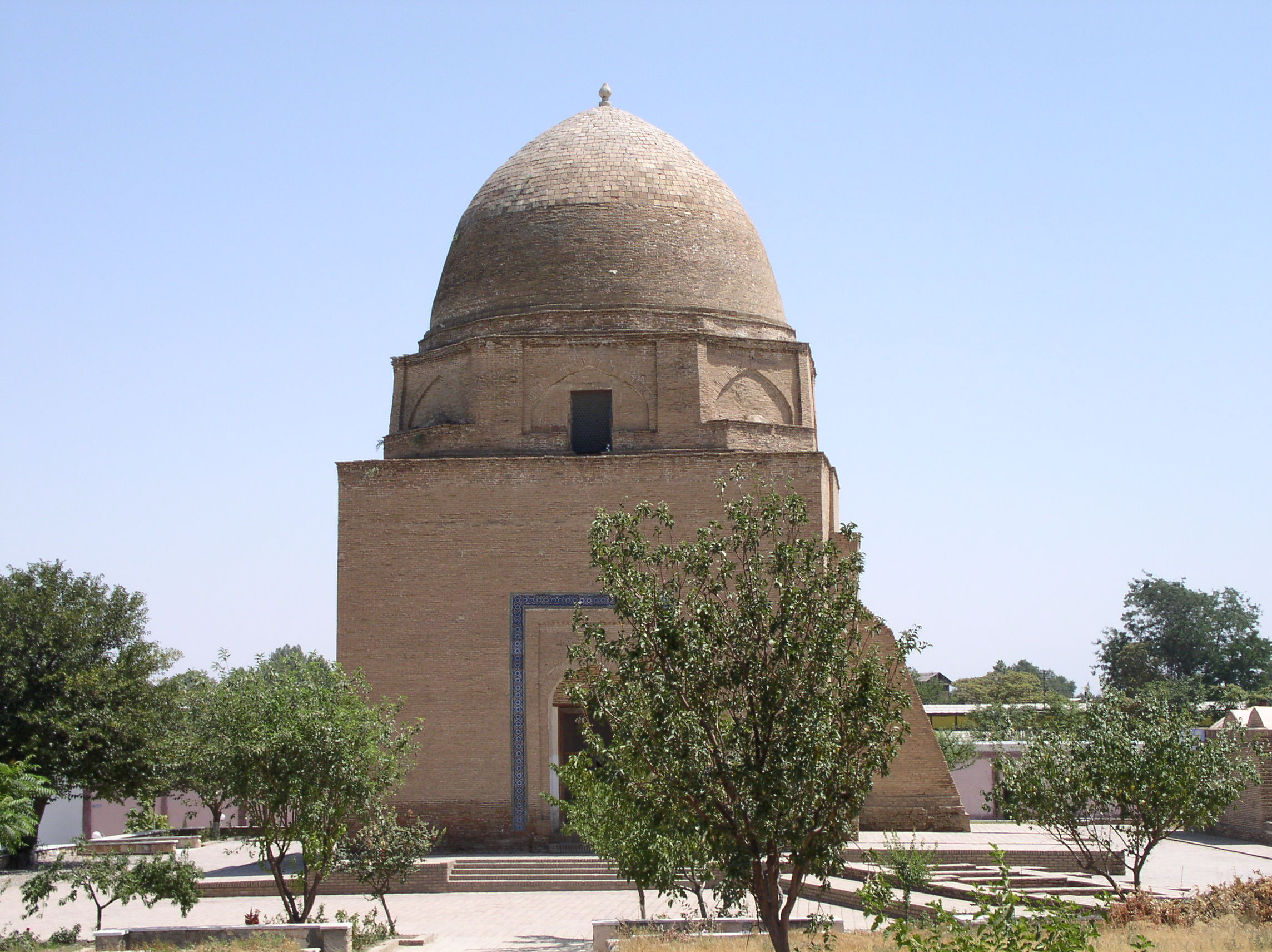
Мавзолей Рухабад в Самарканде

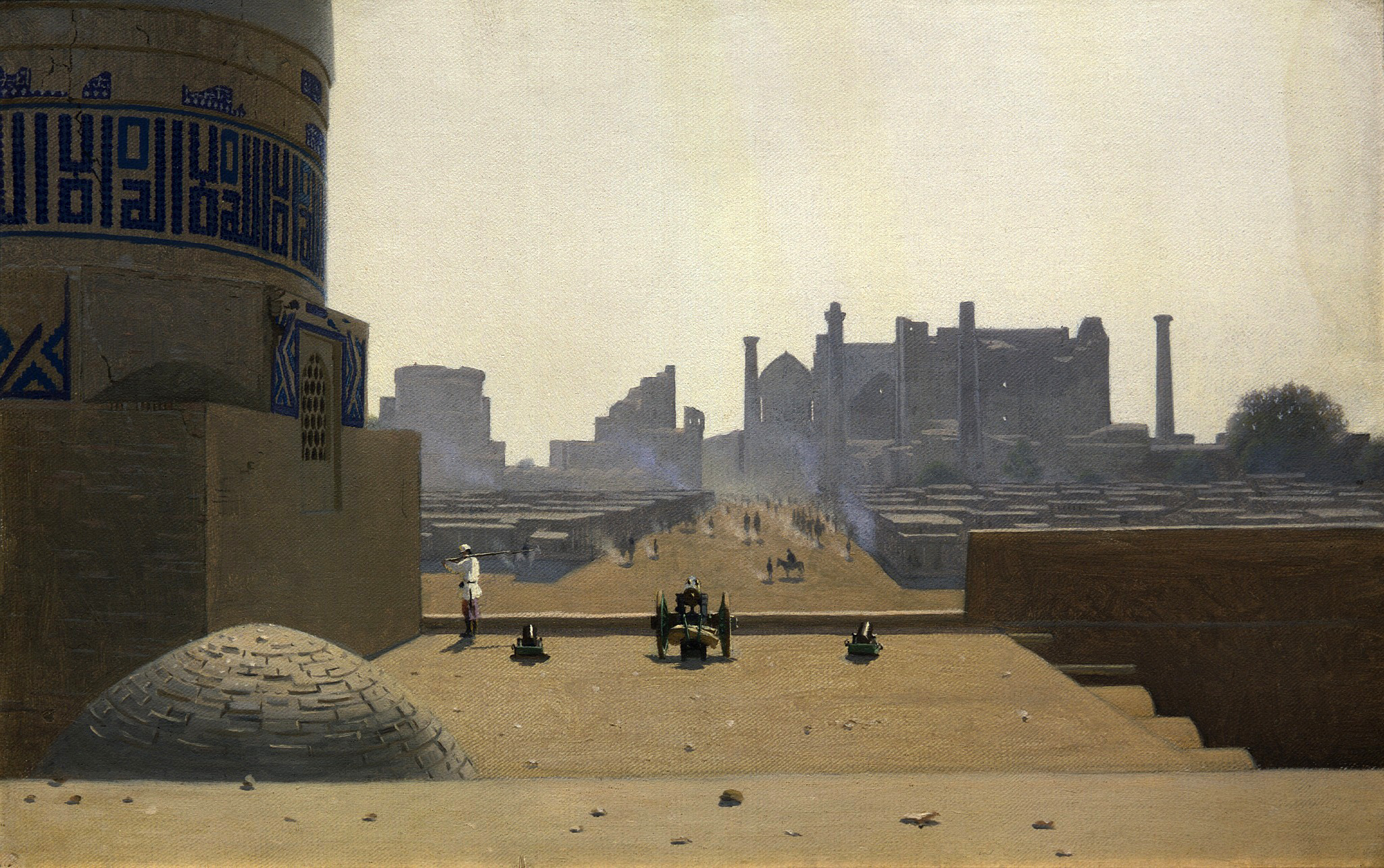
Вид с мавзолея Нур аддин Басира на Регистан в Самарканде

Тимур был мусульманином и поклонником суфийских орденов. Первым духовным наставником Тимура был наставник его отца — суфийский шейх Шамс ад-дин Кулял, а также известен Зайнуд-дин Абу Бакр Тайбади, крупный хоросанский шейх.
Главным же духовным наставником Тимура был потомок пророка Мухаммеда, шейх Мир Саид Барака. Именно он вручил Тимуру символы власти: барабан и знамя, когда он пришёл к власти в 1370 году. Мир Сайид Барака предсказал эмиру великое будущее. Он сопровождал Тимура в его больших походах. В 1391 году он благословил его перед битвой с Тохтамышем. Согласно источникам, в решающий момент сражения он крикнул по-тюркски — «ягы кочди», что означало враг бежал. Эти слова вдохновили воинов Тимура. В 1403 году они вместе оплакивали неожиданно скончавшегося престолонаследника — Мухаммад-Султана. Позже Мир Сайид Барака скончался и по воле младшего сына Тимура Шахруха, его останки были захоронены в мавзолее Гур Эмир, где у его ног был похоронен и сам Тимур. Другим наставником Тимура был сын суфийского шейха Бурхан ад-дина Сагарджи Абу Саид. Тимур приказал построить мавзолей Рухабад над их могилами.
Тимур с приходом к власти в 1370 году первым делом возвёл мавзолей для шейха Нур ад-дина Басира в Самарканде, однако в 1880-х годах мавзолей был уничтожен властями.
Только две категории населения: потомки Тимура и сайиды пользовались неприкосновенностью жизни в государстве Тимура.
У Абу Саида духовным покровителем был Ходжа Ахрар. Все государственные должности в области религии были в руках потомков пророка Мухаммада или первых четырёх халифов. Их называли сайиды и ходжи.

## Столицы

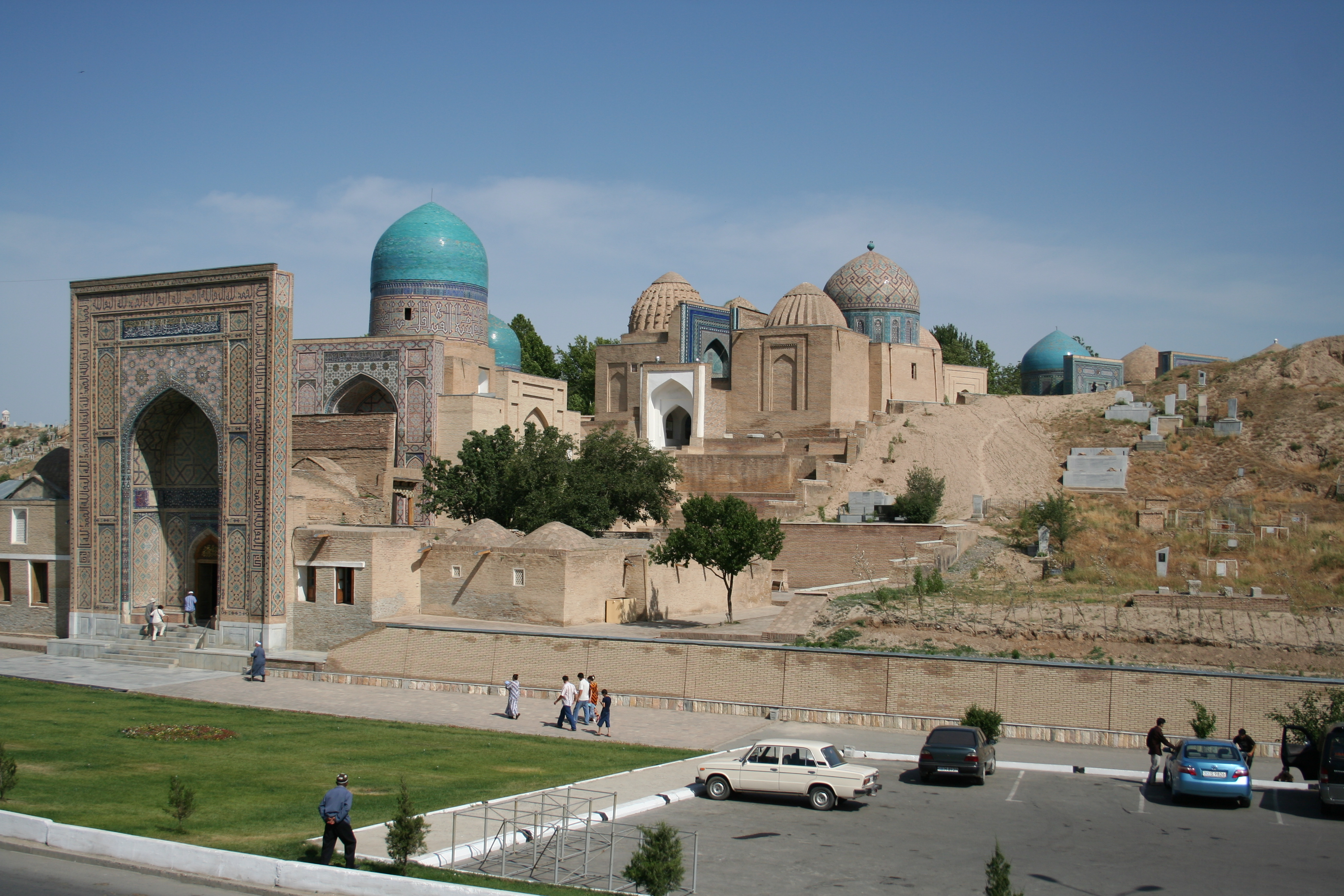
Мавзолеи Шах-и Зинда

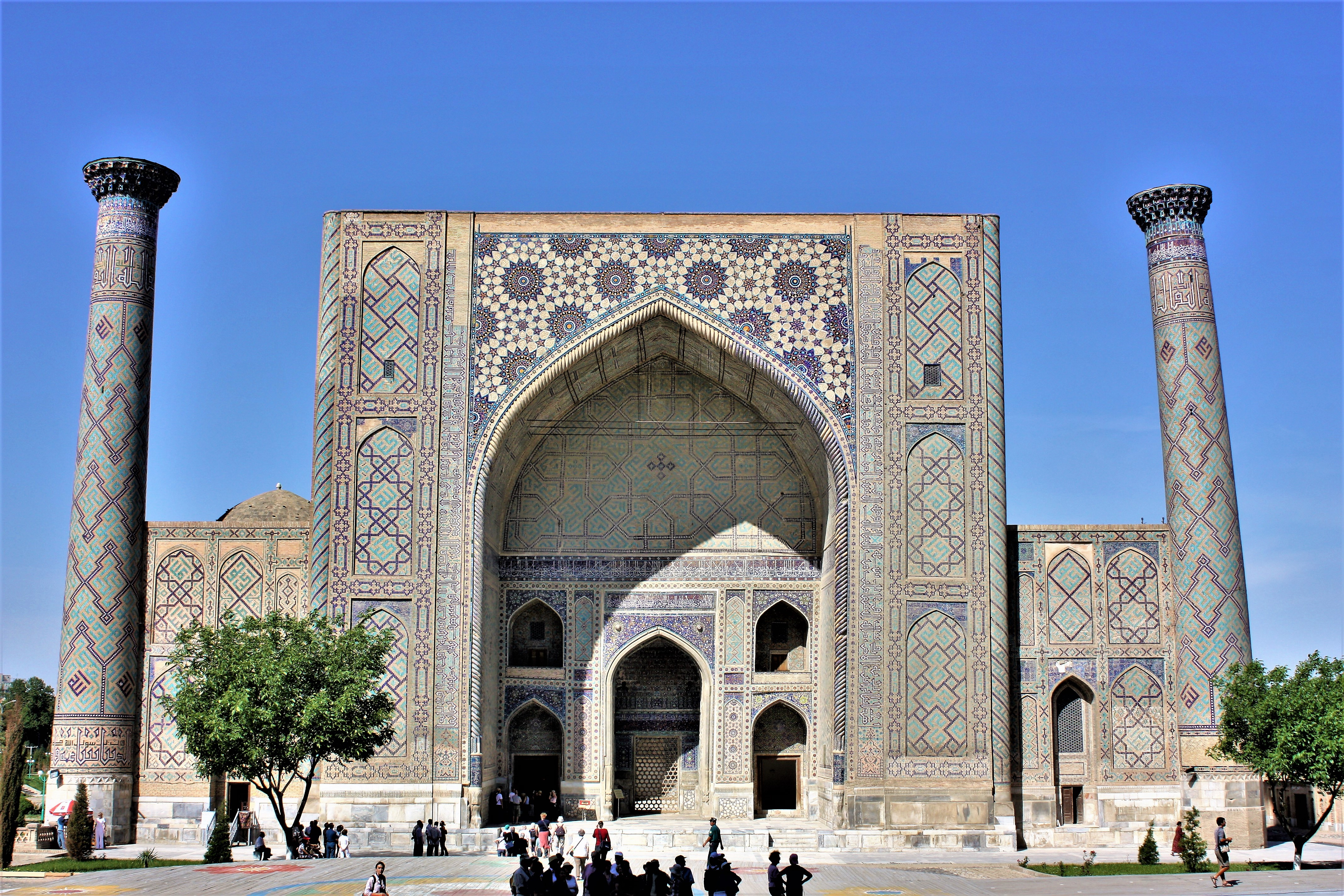
Медресе Улугбека на площади Регистан в Самарканде

При Эмир Тимуре (1336—1405) столицей был город Самарканд, при Шахрухе было две столицы: Самарканд и Герат. Первый ритуал коронации проходил в Балхе, а затем с 1405 года стал проводиться в Самарканде.

## Выпуск монет
Тимур и его потомки выпускали монеты в более чем 40 городах, Мирзо Улугбек выпускал монету-танга, где помимо тамги Темура в виде трёх колец была тюркоязычная надпись: «Духовным покровительством Темура гурагана, Улугбек гураган, мое слово».

## Управление
Империя Тимуридов представляла собой мусульманскую монархию, глава которой носил имя эмир. Распоряжения эмира назывались фирманом. Главе государства помогал Высший государственный совет, где правой рукой эмира был «амир-и-диван». Регионы (Вилайет) управлялись наместниками вали. Судебная система была шариатской, где правосудие вершили кади. Управление областями доверялось как военачальникам Тимура из разных тюркских племён, так и представителям его семьи в лице детей и внуков. Современный исследователь из Принстонского университета Сват Соучек (Svat Soucek) в своей монографии про Тимура считает, что «Родным языком Тимура был тюркский (чагатайский), хотя, возможно, в некоторой степени он владел и персидским благодаря культурному окружению, в котором жил. Он практически точно не знал монгольского, хотя монгольские термины не совсем ещё исчезли из документов и встречались на монетах».
Одним из военачальников Тимура в 1370-х годах был Туман бек Темур из узбекских беков. Кроме него были такие известные военачальники как: Ак-буга, Нур ад-дин, Муса-бек и другие.
В числе племён, пользовавшихся доверием Тимура, упоминаются тюркизированные роды монгольского происхождения. Из рода дулат происходил пользовавшийся полным доверием Тимура эмир Давуд. Среди особенно близких Тимуру эмиров упоминаются, однако, не только барласы, но и представители других родов; одним из них был Акбуга из рода найман.

## История

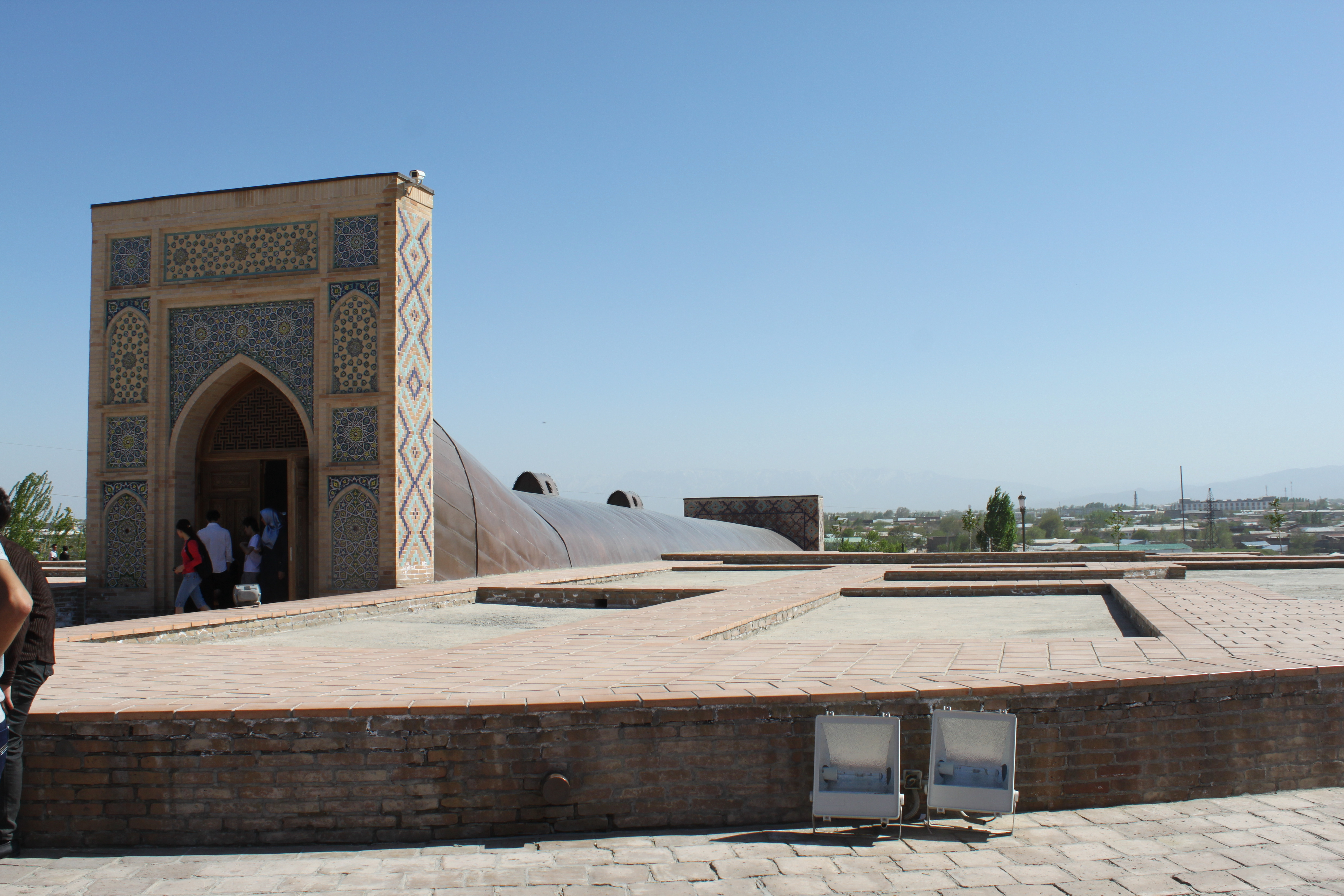
Обсерватория Улугбека в Самарканде.

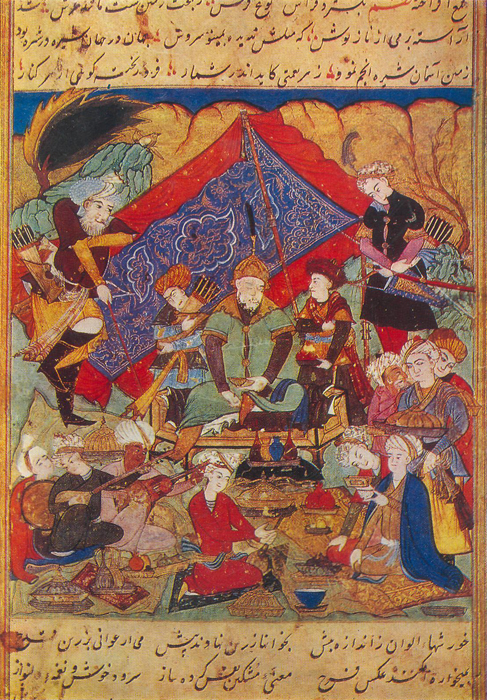
Тимур на пиру в Самарканде.

Империя Тимуридов образовалась на территории современных Узбекистана, Таджикистана, Киргизии, Южного Казахстана, Туркменистана, Ирана, Афганистана, Пакистана, Северной Индии, Ирака, Армении и Азербайджана. В 1370 году в Балхе состоялся курултай, избравший Тамерлана эмиром Турана. Ядром государства стали территории Узбекистана, Туркменистана, Таджикистана и северного Афганистана. В 1376 году Империя Тамерлана поглощает Хорезм, а в 1384 — Сеистан и Забулистан (юго-западный Афганистан). К 1393 году юго-западные владения Тамерлана достигают Багдада. В 1395 году его войско предпринимает поход против Золотой Орды (Дешт-и-Кипчак), а в 1398 году — против Делийского султаната. В 1401 году войска Тамерлана захватывают Дамаск, а в 1402 году наносят поражение турецкому султану, в результате которой в Самарканд привозят трофейный Коран Усмана.
После смерти Тамерлана в 1405 году в столице страны Самарканде воцарился его внук Халиль-Султан, который не смог удержать власть и отдал её в 1409 году своему дяде Шахруху, резиденцией которого стал афганский Герат. В этот период от империи Тимуридов отпали территории Ирака (1405 год) и Азербайджана (1408 год). Самарканд был назначен в удел сыну Шахруха Улугбеку. Лишь после смерти Шахруха в 1447 году Улугбек вернул Самарканду звание столицы империи. Однако в 1449 году Улугбека сверг его собственный сын Абд ал Латиф.
Начавшуюся междоусобицу смог остановить тимурид Абу-Сеид, власть которого распространялась на территории Узбекистана и северного Афганистана. Именно он пригласил в Узбекистан кочевых (номинальных) узбеков Абу-л-Хайра. На западе (на территориях Ирана) продолжалась война с туркменскими объединениями Кара-Коюнлу и Ак-Коюнлу. При преемниках Абу-Сеида империя Тимуридов разделилась на две части: Мавераннахр — столица Самарканд и Хорасан со столицей в Герате.
В 1501 году выходец из Узбекского улуса — Мухаммед Шейбани захватывает Самарканд, вытесняя из него последнего тимурида Бабура, а в 1507 году Шейбани захватил Герат. В 1504 году войско Бабура захватило Кабул, откуда он предпринимает завоевание Индии (Битва при Панипате) и учреждает Империю Великих Моголов.

## Браки и связи между Тимуридами и Шибанидами

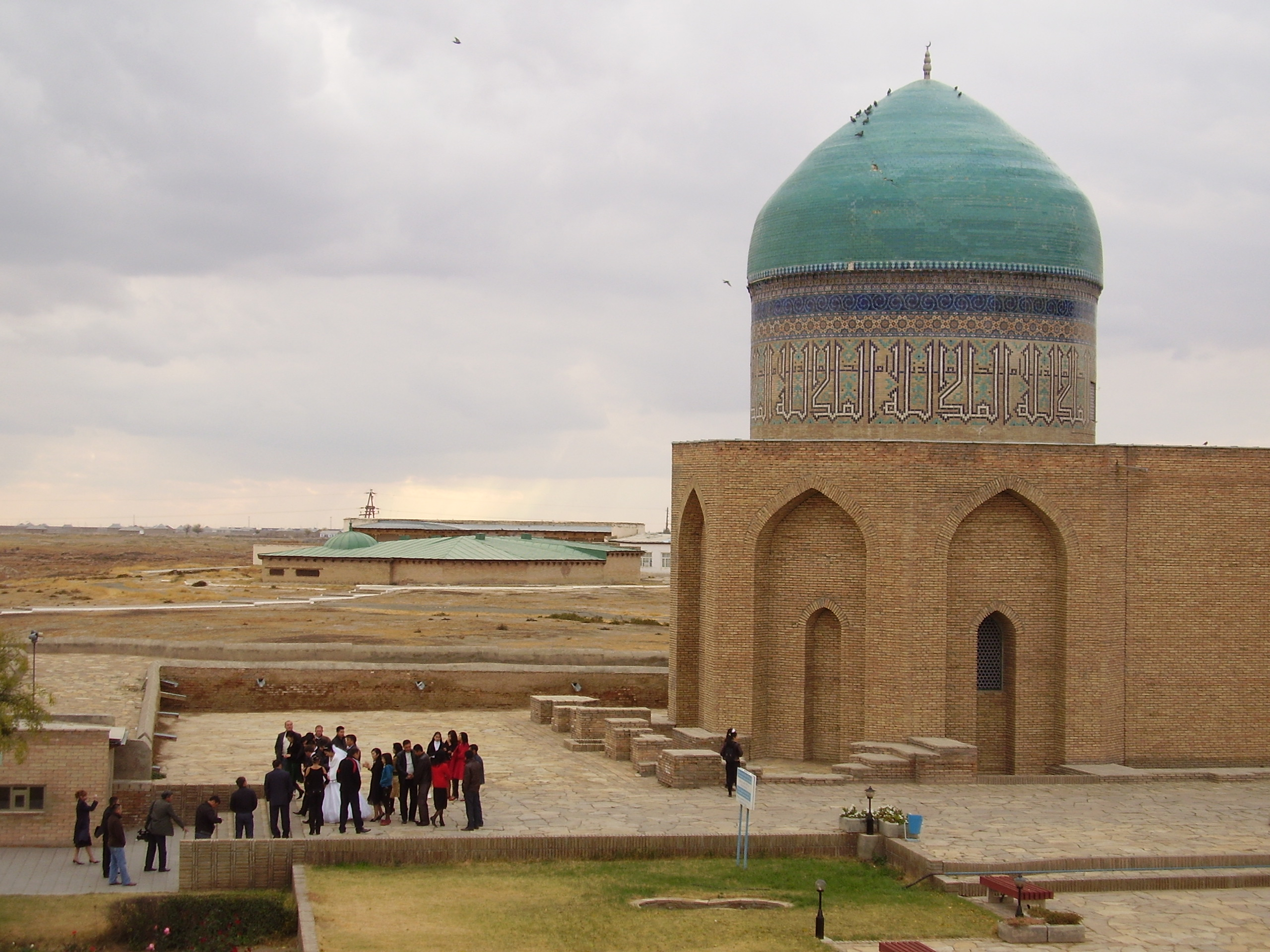
Мавзолей правнучки Тимура — жены хана Абулхайр-хана Рабии Султан бегим в Туркестане, 1485 г. Казахстан

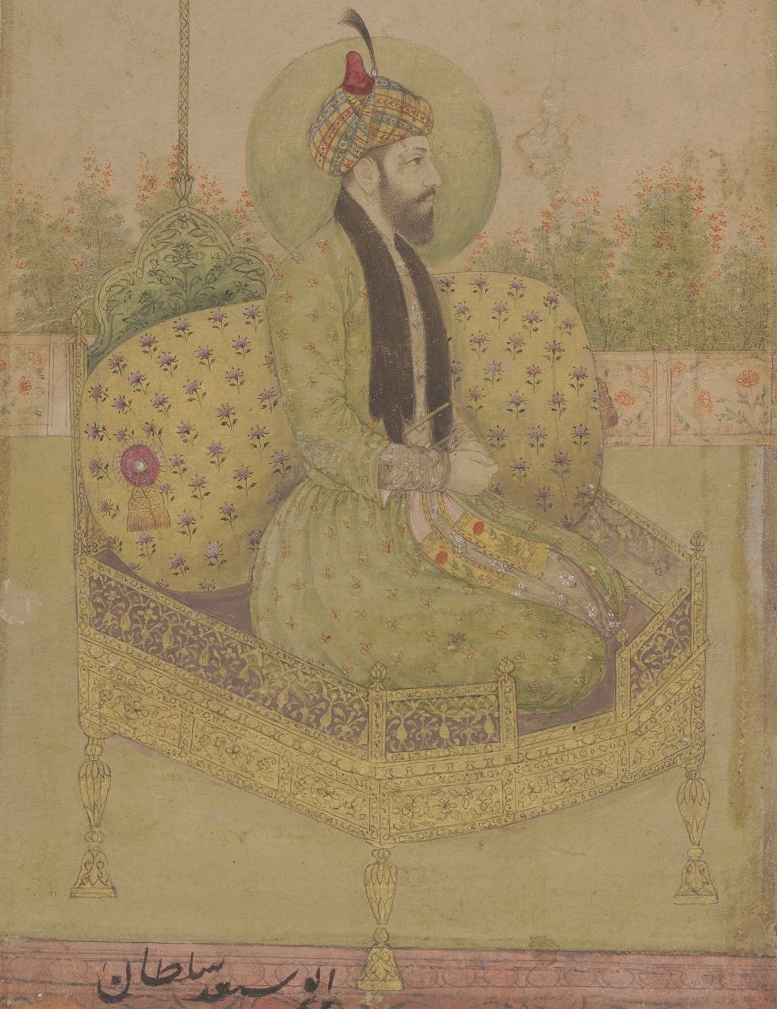
изображение Абу Саида (1451—1469) деда Захираддин Мухаммад Бабура

Дед Шейбани-хана узбекский хан Абулхайр-хан в 1451 году помог деду Бабура Абу Саиду прийти к власти в государстве Тимуридов. В Самарканде Абулхайр-хан женился на дочери султана Мавераннахра астронома и астролога Улугбека. Дочь Улугбека Рабия Султан-бегим стала матерью его сыновей Кучкунджи-хана и Суюнчходжа-хана, которые позже управляли Мавераннахром. Умерла Рабия Султан-бегим в 1485 году, похоронена в своей гробнице в городе Туркестан. Одновременно Абулхайр-хан выдал свою дочь Хан-заде бегим замуж за Абу Саида. Его внук от дочери и Абу Саида — тимурида Мухаммад Султан похоронен в фамильной усыпальнице Тимуридов Гур-Эмире в Самарканде.

Сестра Бабура Ханзаде-бегум была замужем за узбекским ханом Мухаммедом Шейбани. Как писал Бабур: 
«Старше всех дочерей была Хан-Заде-биким; она родилась от одной со мной матери и была старше меня на пять лет…моя старшая сестра, Ханзаде-биким, попала в руки Шейбани-хана. У неё родился сын, по имени Хуррам-шах, это был приятный юноша. Шейбани-хан отдал ему область Балх, а через год-два после смерти своего отца он отправился к милости Аллаха».
Шейбани-хан был женат на двоюродной сестре Бабура, дочери Махмуд-хана — Айша-Султан-ханум, которая была известна как Могол-ханум и до конца жизни [хана] она была почитаемой его женой.
Другая двоюродная сестра Бабура, дочь Махмуд-хана Кутлук-ханум была замужем за шибанидом султаном Джанибек-султаном.
Свою дочь Гульчехру бегим Бабур выдал замуж за узбекского аристократа Аббас султана.
Как подчеркивал сам Бабур, на его стороне при покорении Индии в 1526—1527 годах сражались узбекские генералы — султаны: Касим Хусейн султан, Бихуб султан, Танг Атмиш султан, а также Махмуд хан Нухани из Газипура, Куки, [брат] Баба Кашка, Тулмиш Узбек, Курбан Чахри.
Узбекский шейбанидский поэт Падшах-ходжа отправил Бабуру газель на тюрки вместе с рубаи и Бабур прислал ответное похвальное письмо.
В 1519 году Бабур отправил рукопись своего поэтического сборника в Самарканд узбекскому поэту Пулат султану, который был сыном шибанида Кучкунджи-хана.

## Ренессанс

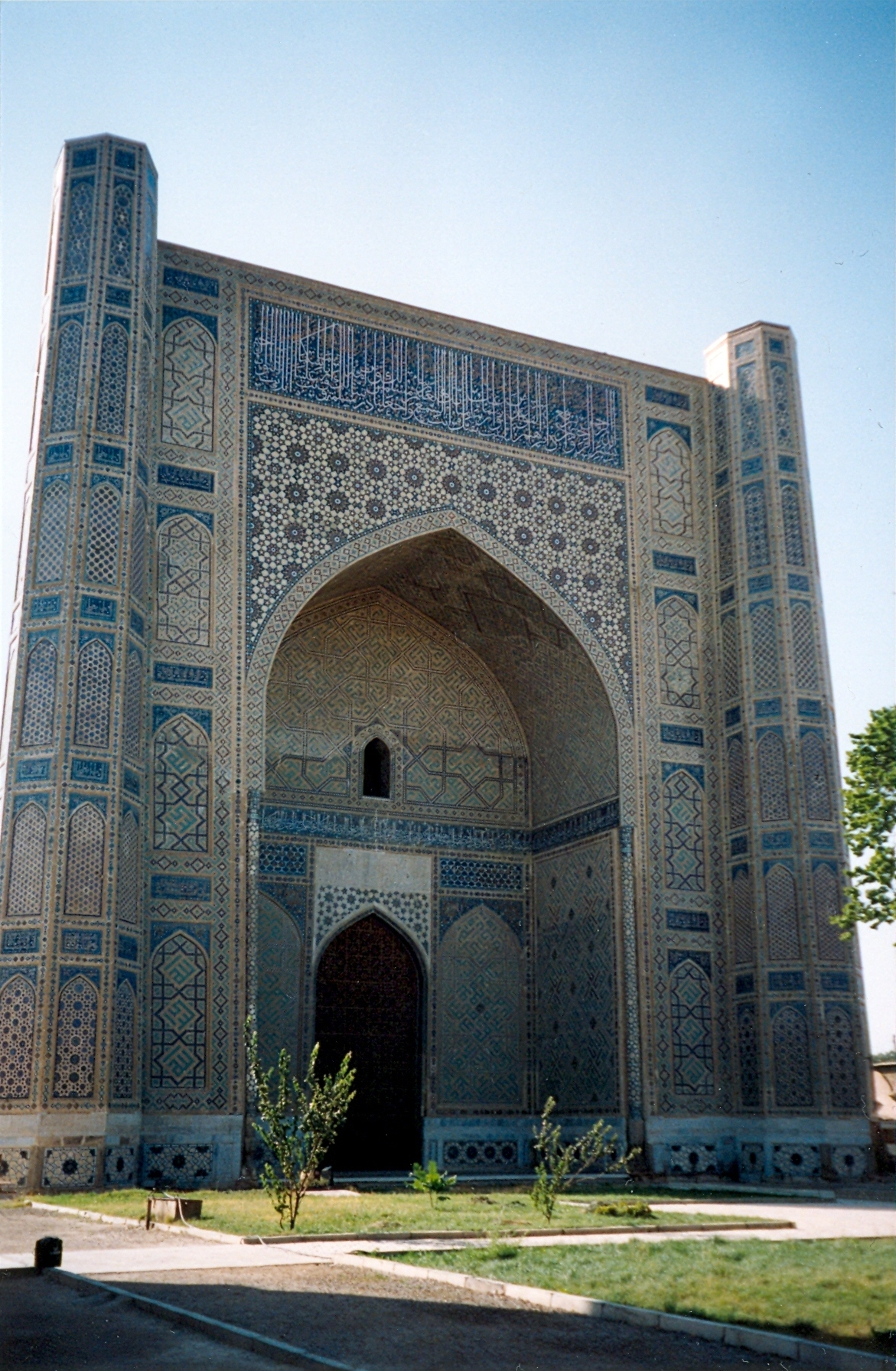
Фасад мечети Биби-ханым

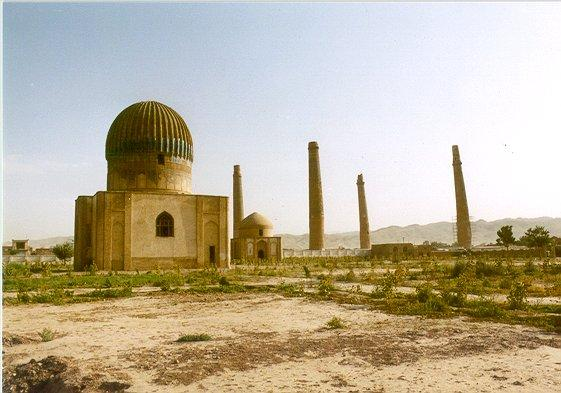
Мавзолей Гавхар шад бегим, Герат, XV век

Тимуриды Турана покровительствовали наукам и искусствам. Строятся мраморные купольные мавзолеи (Гур Эмир, мавзолей Ходжи Ахмеда Яссеви, Аксарай, Чашма-Айюб), мечети (Биби-ханым), медресе Улугбека, китабхане и даже Обсерватория Улугбека. Высокого уровня достигает поэзия (Лутфи, Алишер Навои), которая пронизана идеями суфизма (тарикат Яссавия (Мир Сайид Береке), Накшбандия, шейх Джами) и повествует о всепоглощающей любви. Широкую известность приобретает искусство миниатюры (гератская школа Бехзада). Вместе с тем развивается историческая наука (Хафизи Абру), математика (Аль-Каши) и астрономия Мирзо Улугбек и (Кази-заде ар-Руми).
Тимуридская архитектура опиралась и развивала многие сельджукские традиции. Фасады зданий украшали бирюзовые и голубые плитки, образующие причудливые линейные и геометрические узоры. Иногда интерьер был оформлен аналогично, с росписью и лепным рельефом, ещё более обогащающим эффект. Тимуридская архитектура является вершиной исламского искусства в Центральной Азии. Впечатляющие и величественные здания, возведённые Тимуром и его преемниками в Самарканде и Герате, способствовали распространению влияния школы искусств Ильханидов в Индии, что привело к появлению знаменитой Школы архитектуры Великих Моголов. Тимуридская архитектура началась с мавзолеев Шах-и Зинда в Самарканде, затем дворец Ак-сарай в Кеше, а потом святилища Ахмеда Ясави в современном Казахстане и завершилась мавзолеем Тимура Гур-Эмира в Самарканде. Гур-Эмир Тимура покрыт «бирюзовой персидской плиткой». Рядом, в центре древнего города, наблюдается «медресе персидского стиля» (религиозная школа) и медресе персидского стиля Улугбека. Мавзолей Тимуридов с их бирюзовыми и голубыми черепичными куполами остаётся одним из самых изысканных памятников персидской архитектуры. Осевая симметрия характерна для всех основных Тимуридских структур, в частности для Шахи Зинда в Самарканде, комплекса Мусалла в Герате и мечети Гаухаршад бегим в Мешхеде. Двойные купола различных форм изобилуют, а внешние стороны пронизаны яркими цветами. Господство Тимура в регионе усилило влияние его столицы и персидской архитектуры на Индию.

## Поэзия и наука при Тимуридах
Многие Тимуриды писали стихи, в основном на родном тюркском, а также на персидском языках. В числе известных Тимуридов-поэтов можно назвать: Мирзо Улугбека, Султан Хусейна Байкару, Бабура.

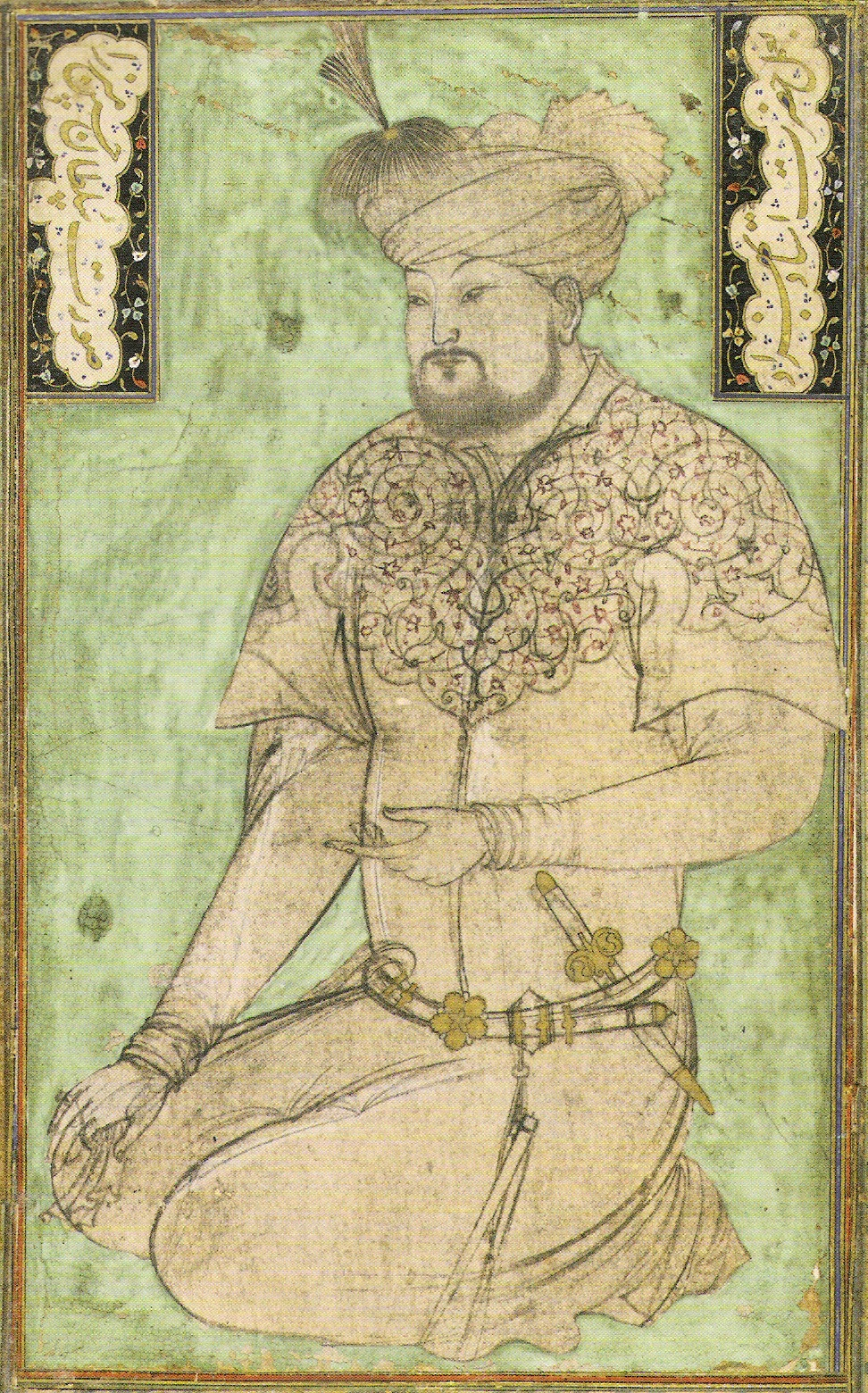
Бехзад. Портрет Хусейна Байкара. 1490-е гг. Стокгольм, Национальная галерея

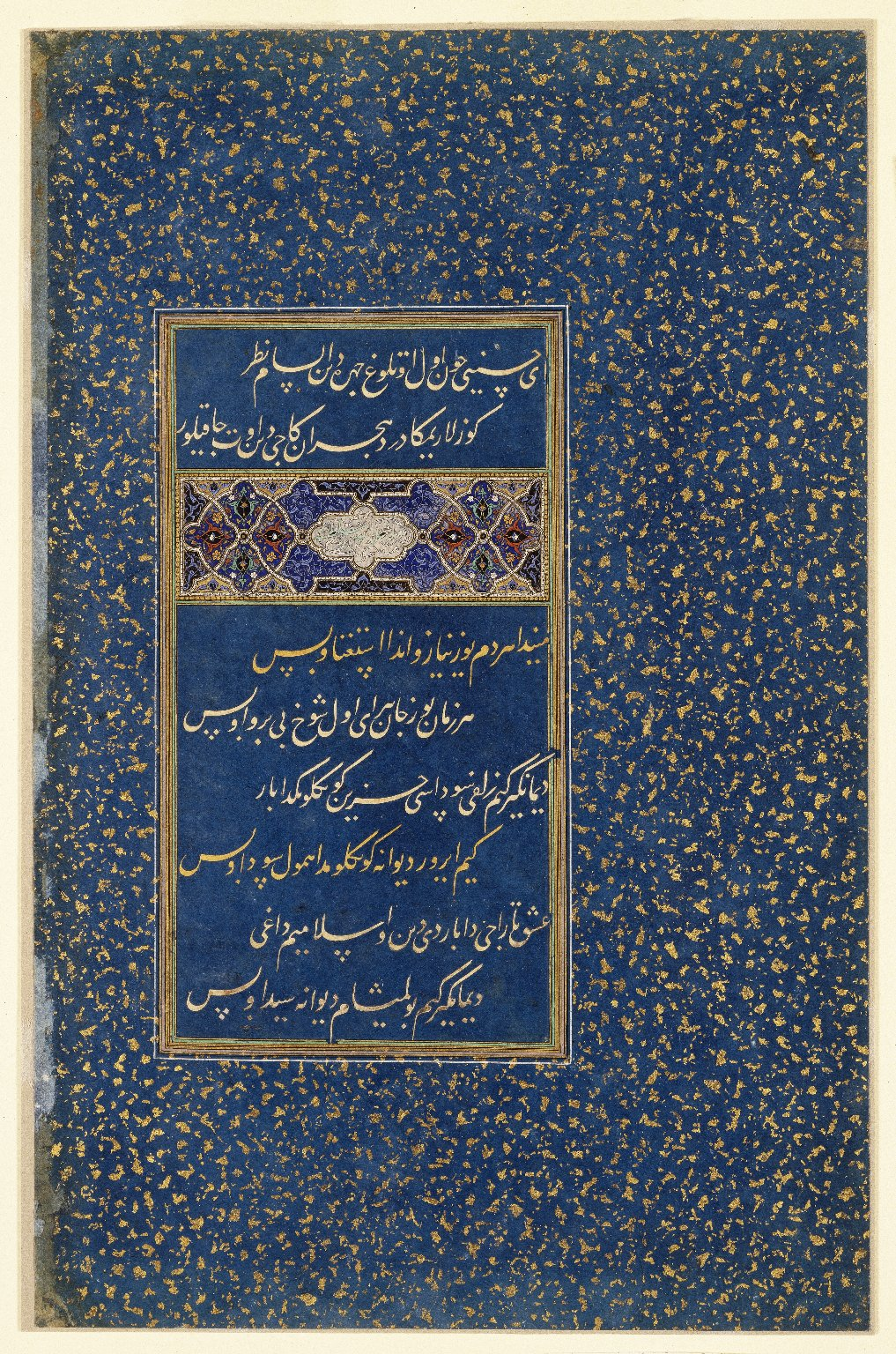
Фолиант поэзии с «Дивана» Султана Хусейна Байкары, около 1490 года, Бруклинский музей

Тимуридский Ренессанс в литературе представлен поэзией Лутфи, Сайид Ахмеда, а также Алишера Навои, который писал произведения на чагатайском языке в жанре газели и рубаи, включенные в диваны.
Внук Тимура Искандар Султан имел двор включавший группу поэтов, например, Мир Хайдара, которого Искандар призвал писать стихи на тюркском языке. Благодаря покровительству Искандар Султана была написана тюркская поэма «Гуль и Навруз». Как отмечал Алишер Навои, Искандер Султан пригласил к себе в царский двор Хайдара Хорезми, который написал по его заказу поэму на тюркском языке «Сокровищница тайн».
Одним из поэтов конца XIV — начала XV веков был узбекский поэт Дурбек, крупный представитель узбекской светской литературы того периода. Из наследия Дурбека сохранилась переработка любовно-романтической поэмы в двух рукописях «Юсуф и Зулейха» на староузбекский язык.
Лутфи (1366 или 1367—1465 или 1466) был тюркским поэтом тимуридского Хорасана, писал на чагатайском (староузбекском) языке, считается представителем узбекской литературы. В юности изучал светские науки, позднее увлёкся суфизмом, вёл аскетическую жизнь. По заказу султана Шахруха (правил в 1405—1447) изложил стихами биографию Тимура «Зафар-наме». До нашего времени сохранились диван и дастан (поэма) «Гуль и Навруз» (1411—1412). Лирика Лутфи сильно повлияла на дальнейшее развитие чагатайской поэзии (в том числе на Алишера Навои). Некоторые стихи Лутфи стали народными песнями.
Именно в эпоху Тимуридов большое внимание уделялось развитию тюркского языка. Тюркский поэт Алишер Навои писал:
Богатство тюркского языка доказано множеством фактов. Выходящие из народной среды талантливые поэты не должны выявлять свои способности на персидском языке. Если они могут творить на обоих языках, то все же очень желательно, чтобы они на своем языке писали стихов побольше». И далее: «Мне кажется, что я утвердил великую истину перед достойными людьми тюркского народа, и они, познав подлинную силу своей речи и её выражений, прекрасные качества своего языка и его слов, избавились от пренебрежительных нападок на их язык и речь со стороны слагающих стихи по-персидски.
Лирическое наследие Алишер Навои огромно. Известно 1350 его произведений в жанре газели, включённых в диваны на чагатайском языке и фарси. Пять поэм «Хамсы» на тюркском языке, «Сокровищница мыслей» — поэтический свод, составленный самим поэтом в 1498—1499 годах по хронологическому принципу и включающий четыре дивана, соответствующих четырём периодам жизни поэта: «Диковины детства», «Редкости юности», «Диковины средних лет», «Назидания старости».

Одной из главных своих задач Навои считал развитие литературного чагатайского языка (тюрки). Именно в лирике поэта тюркский стих достиг вершин художественной выразительности: его газели поражают филигранной отделкой деталей, виртуозным соответствием формальным правилам, семантической игрой, свежестью образов, аллегорий и метафор. Бабур в своей книге мемуаров так сказал о его языке:
«Алишер бек был человек бесподобный. С тех пор, как на тюркском языке слагают стихи, никто другой не слагал их так много и так хорошо».
Согласно Н. Н. Поппе, язык монгольской части словаря «Мукаддимат ал Адаб» характерен для монгольского языка начала и середины XIV века, а по Номинханову, этот монгольско-тюркский словарь был создан на основе наречий монголов родов джалаир и барлас. По мнению Поппе, в конце XV в. «монгольский язык в Средней Азии продолжал сохранять некоторое значение, ибо иначе вряд ли стали бы переписывать подобного рода словари». По предположению Номинханова, монгольская письменность и отчасти разговорный монгольский язык в Средней Азии продолжал играть определённую роль вплоть до XV века.
По одной из версий, персидская литература, особенно поэзия, занимала центральное место в процессе ассимиляции тимуридской элиты персидско-исламской аристократической культурой. Тимуриды, особенно Шахрух и его сын Улугбек, покровительствовали персидской культуре. Среди наиболее важных литературных произведений эпохи Тимуридов—персидская биография Тимура, известная как «Зафар-наме» (ففرنامه), написанная Шарафом ад-дином Язди, которая сама основана на более старом «Зафар-наме» Низама ад-Дина Шами, официального биографа Тимура при его жизни. Известным поэтом эпохи Тимуридов был Нуриддин Джами, последний великий средневековый суфийский мистик Персии и один из величайших в персидской поэзии. Кроме того, некоторые астрономические труды тимурида Улугбека были написаны на персидском языке, хотя основная их часть была издана на арабском.
Тимуриды также сыграли очень важную роль в истории тюркской литературы. На основе сложившейся персидской литературной традиции была создана национальная тюркская литература на чагатайском языке. Чагатайские поэты, такие как Алишер Навои, Хусейн Байкара и Бабур, поощряли других тюркоязычных поэтов писать на своём родном языке в дополнение к персидскому.

## Армия
В период своего могущества армия Тимуридов могла выставить до 300 тыс. солдат. Армия делилась на десятки, сотни, тысячи (хазары) и тумены. Среди воинских званий были эмиры, сардары, юз-баши. Ещё у Тимура при осаде Урганча в 1379 году появились первые пушки, а ко времени Бабура, благодаря туркам-османам, у тимуридов появляется огнестрельное оружие (пушки, пищали), которое было закуплено в Османской империи. Целостность государства и его безопасность обеспечивалась тюрками, которые составляли подавляющее число военного контингента империи Тимура и государств Тимуридов.

## Наследие
Введённая Тимуром (1370—1405) в государственную монетную систему денежная единица «теньга», позже была принята в государствах Кара-Коюнлу, Ак-Коюнлу, Ширваншахов и первых Сефевидов.
Теньга была принята как денежная единица во всех среднеазиатских ханствах XVI-XIX вв. В сфере денежного обращения Бухарского эмирата, Хивинского ханства и Кокандского ханства были серебряные монеты, которые назывались теньга.